# Malicorne-sur-Sarthe
Malicorne-sur-Sarthe är en kommun i departementet Sarthe i regionen Pays de la Loire i nordvästra Frankrike. Kommunen ligger i kantonen Malicorne-sur-Sarthe som tillhör arrondissementet La Flèche. År 2022 hade Malicorne-sur-Sarthe 1 881 invånare.

## Befolkningsutveckling
Antalet invånare i kommunen Malicorne-sur-Sarthe
| Referens: INSEE |